# César (Vorname)
César ist ein französischer, spanischer und portugiesischer männlicher Vorname, der sich vom lateinischen Caesar ableitet.

## Namensträger
- César Aira (* 1949), argentinischer Schriftsteller und Übersetzer
- César Alierta (1945–2024), spanischer Manager
- César Arzo (* 1986), spanischer Fußballspieler
- César Baldaccini (1921–1998), französischer Bildhauer, genannt César
- César de Bourbon (1594–1665), französischer Adliger
- César Chávez (1927–1993), US-amerikanischer Gewerkschafter
- César Cui (1835–1918), russischer Komponist, Musikkritiker und Offizier
- César Delgado (* 1981), argentinischer Fußballspieler
- César Ferioli (* 1959), spanischer Comiczeichner
- César Fernández Ardavín (1923–2012), spanischer Filmregisseur
- César Franchisena (1923–1992), argentinischer Komponist und Musikpädagoge
- César Franck (1822–1890), französischer Komponist und Organist
- César Gaviria (* 1947), kolumbianischer Politiker
- César Geoffray (1901–1972), französischer Chorleiter
- César Guerra-Peixe (1914–1993), brasilianischer Komponist
- César Keiser (1925–2007), Schweizer Kabarettist
- César Klein (1876–1954), deutscher Maler, Grafiker und Bühnenbildner
- César Lattes (1924–2005), brasilianischer Experimental-Physiker
- César Maia (* 1945), brasilianischer Geschäftsmann und Politiker
- César Malan (1787–1864), Schweizer Lehrer, Pfarrer und Komponist
- César Manrique (1919–1992), spanischer Künstler und Architekt
- César Marcelak (1913–2005), französischer Radrennfahrer
- César Martín (* 1977), spanischer Fußballspieler
- Cèsar Martinell (1888–1973), katalanischer Architekt
- César Martins de Oliveira (1956–2024), brasilianischer Fußballspieler
- César Luis Menotti (1938–2024), argentinischer Fußballspieler und -trainer
- César Milstein (1927–2002), argentinischer Molekularbiologe
- César Navas (* 1980), spanischer Fußballspieler
- César Oudin (≈1560–1625), Hofdolmetscher und Übersetzer
- César Pedroso (1946–2022), kubanischer Pianist, Arrangeur, Komponist und Bandleader
- César Peixoto (* 1980), portugiesischer Fußballspieler
- César Pelli (1926–2019), argentinischer Architekt
- César Pérez Sentenat (1896–1973), kubanischer Pianist und Komponist
- César Quiterio (* 1976), portugiesischer Radrennfahrer
- César Ramos (* 1989), brasilianischer Automobilrennfahrer
- César Ritz (1850–1918), Schweizer Hotelier
- César Rosas (* 1954), mexikanischer Rock-Sänger und -Gitarrist
- César Roux (1857–1934), Schweizer Chirurg
- César Ruminski (1924–2009), französischer Fußballspieler
- César Salazar (* 1972), kolumbianischer Radrennfahrer
- César Salazar (* 1988), mexikanischer Squashspieler
- César Sampaio (* 1968), brasilianischer Fußballspieler
- César Sánchez (* 1971), spanischer Fußballspieler
- César Thier (* 1967), brasilianischer Fußballspieler
- César Vallejo (1892–1938), peruanischer Dichter und Schriftsteller
- César Villaluz (* 1988), mexikanischer Fußballspieler
- César Zeoula (* 1989), neukaledonischer Fußballspieler

Zwischenname
- Julio César Chávez (* 1962), mexikanischer Boxer
- Eduardo César Gaspar (* 1978), brasilianischer Fußballspieler
- João César Monteiro (1939–2003), portugiesischer Regisseur und Schauspieler
- Julio César Morales (1945–2022), uruguayischer Fußballspieler, siehe Julio Morales (Fußballspieler, 1945)
- Augusto César Sandino (1895–1934), nicaraguanischer Guerillaführer
- Gustavo César Veloso (* 1980), spanischer Radrennfahrer